# 綠色黨
綠色黨（韓語：녹색당）是大韓民國的绿党，成立于2012年3月4日。2012年10月13日至2014年2月19日，该党的名称是綠色黨+（：／ )。

## 历史

### 绿色党的组建
2011年3月11日，在日本福岛第一核电站事故后，反核聲量日益增强的背景下，綠色黨筹备组建。2011年10月，綠色黨成立了建党筹备委员会，在各地组建政党所需的党支部，并于2012年3月4日，即2012年4月第十九届大韓民國國會選舉之前舉行了建党大会。雖然没有国会议员加入，但有两名無黨籍地方議員加入。
在建党大会上，通过的政纲将綠色黨定义为“一个反對物質主義和经济至上主義的政党”、“一个反對化石燃料，支持太陽能和风力的政党”。並支持且「生態智慧」、「社会正义」、「直接参与式的草根民主」、「和平非暴力」、「綠色价值觀」、「可持续性」和「尊重多样性」等理念。
在2012年4月國會選舉中，綠色黨在古里核电站所在地釜山广域市海雲台区、机张郡乙選舉區以及在韓蔚核能發電廠附近的庆尚北道蔚珍郡、盈德郡、英陽郡、奉化郡選區派出候选人外，还派出了三名比例代表制候选人。然而，所有地区候选人均落败，即使采用全比例代表制，也仅获得0.43%的支持率，无法赢得任何议席。

### 解散政党并组建绿色党+
选举结束后，该党立即根据《政党法》规定（未获得议席且得票率低于2%的，取消政党登记）的规定被取消政党登记。然而，綠色黨成员宣布将继续进行党的重建进程，并表示：“綠色黨的价值观、政策和组织将继续存在，我们将通过收集地区党分支的意见来重新开始。”解散后，他们以“綠色黨+”名义注册了建党筹备委员会。随后，9月8日以京畿道为首，成立了地方政党，并于10月13日召开了成立大会，称为“綠色黨+”。日本、台湾绿党（綠黨Greens Japan、台湾绿党）黨员作为嘉宾出席大会，并一致同意日本、韩国、台湾的绿党間的推动交流。

### 违宪判決并恢复使用「绿色党」名称
根据2012年大韓民國《政党法》规定，被取消登记的政党名称要到任期届满后的下次议会选举才能使用，因此该政党以“綠色黨+”（简称：綠色黨）名义登记为政党。2012年5月3日，该党與进步新党（现为勞動黨）等人提起行政诉讼，认为该条款会阻碍新政党的成长。2014年1月28日，大韓民國宪法法院针对受理申诉的首尔行政法院提出的违宪审判提案，判定《政党法》禁止政党登记使用得票率低于2%并已被取消登记的政党名称的规定违宪。针对此违宪判決，綠色黨发表评论称“虽然迟了，但本政黨欢迎这个决定”，并透露将在即将在同年6月举行的地方统一选举中將候選人黨籍重新登记为「綠色黨」。2月19日，中央选举委员会宣布将该党更名为綠色黨，以回应之前对该党违宪的裁决。同年6月同时举行的全国地方选举中，包括来自该党大本营洪城郡的候选人在内的所有候选人均落选。
在2016年4月举行的國會選舉中，綠色黨所有區域候选人均落败，但是依政黨選票计算，他们的得票率为0.76%（182,301票），相比上届选举的0.48%（103,842票）有所提高，然而得票率依舊低於政黨選舉門檻（獲得3％的选票或在區域选區中当选的5名或更多候选人），因此无法赢得席位。在2020年4月举行的國會選舉中，绿色党仅派出比例代表候选人，依然全军覆没。

### 绿色正义党
2024年第22届大韓民國國會選舉前，綠色黨与正义党签署协议。于是正义党于2024年1月30日更名为“绿色正义党”，并于2月2日引入綠色黨的关键人物加入，组成联合政党竞选，绿色正义党最终颗粒无收。

### 社会转型总统选举团结会议
2025年起，绿色党与正义党、劳动党携手合作，打造韩国版左翼红绿灯联盟。尹锡悦弹劾案引发总统选举后，三大进步政党宣布将派出联合候选人。三党和数个工会同意举行公开初选，并以社会转型的旗号推选候选人。

## 领导人
- 李贤珠、河昇秀，2012-2014年
- 李侑珍、河昇秀，2014-2016年
- 金珠温、崔赫峰，2016-2018年
- 河昇秀、申智业，2018-2020年
- 成美善，2020-2021年
- 金艺媛、李在赫，2021年
- 金艺媛、金灿辉，2021-2023年
- 金灿辉，2023-2024年
- 金顺爱、李致善，2024-

## 主要選舉記錄

### 歷屆國會選舉結果
| 年度 | 選舉   | 贏得席位              | 區域得票數 | 區域得票率 | 區域席位 | 比例得票數 | 比例得票率 | 比例席位 | 選舉結果     | 領袖          |
| ---- | ------ | --------------------- | ---------- | ---------- | -------- | ---------- | ---------- | -------- | ------------ | ------------- |
| 2012 | 第19屆 | 0 / 300               | 4,843      | 0.02%      | 0 / 253  | 103,842    | 0.48%      | 0 / 47   | ━ ; 院外政黨 | 李贤珠 河昇秀 |
| 2016 | 第20屆 | 0 / 300               | 31,491     | 0.13%      | 0 / 253  | 182,301    | 0.77%      | 0 / 47   | ━ ; 院外政黨 | 李侑珍 河昇秀 |
| 2020 | 第21屆 | 0 / 300               |            |            |          | 58,948     | 0.21%      | 0 / 47   | ━ ; 院外政黨 | 成美善        |
| 2024 | 第22屆 | 0 / 300（绿色正义党） | 107,029    | 0.37%      | 0 / 253  | 609,313    | 2.15%      | 0 / 47   | ━ ; 院外政黨 | 金灿辉        |